# Taractrocera papyria
Taractrocera papyria là một loài bướm ngày thuộc họ Hesperiidae. Nó được tìm thấy ở the Lãnh thổ Thủ đô Úc, New South Wales, Queensland, Nam Úc, Tasmania, Victoria và Tây Úc.
Sải cánh dài khoảng 30 mm.
Ấu trùng ăn Phragmites australis, Microlaena stipoides, Imperata cylindrica, Echinopogon caespitosus, Cynodon dactylon, Austrostipa scabra, Austrodanthonia, Carex gaudichaudiana, Paspalum dilatatum, Oryza sativa, Pennisetum clandestinum, Ehrharta longiflora, Ehrharta calycina và Poa species. Chúng xây tổ hình trụ bằng lá cây chủ.

## Phụ loài
- Taractrocera papyria agraulia  (Hewitson, 1868)  - Western Grass-dart (tây nam Australia)
- Taractrocera papyria papyria  (Boisduval, 1832)  (Lord Howe Island, miền đông và tây nam Australian và Tasmania)

## Hình ảnh

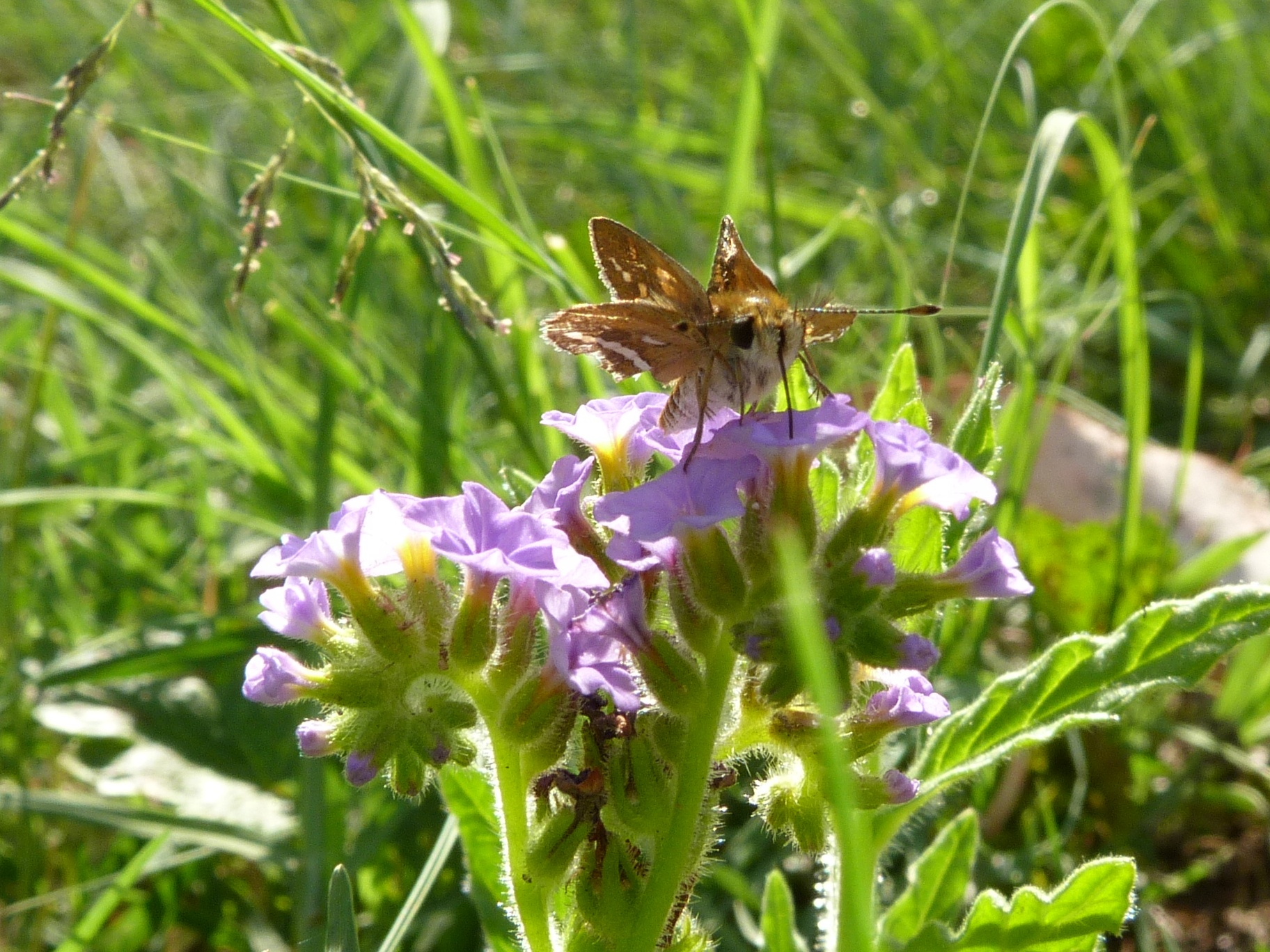
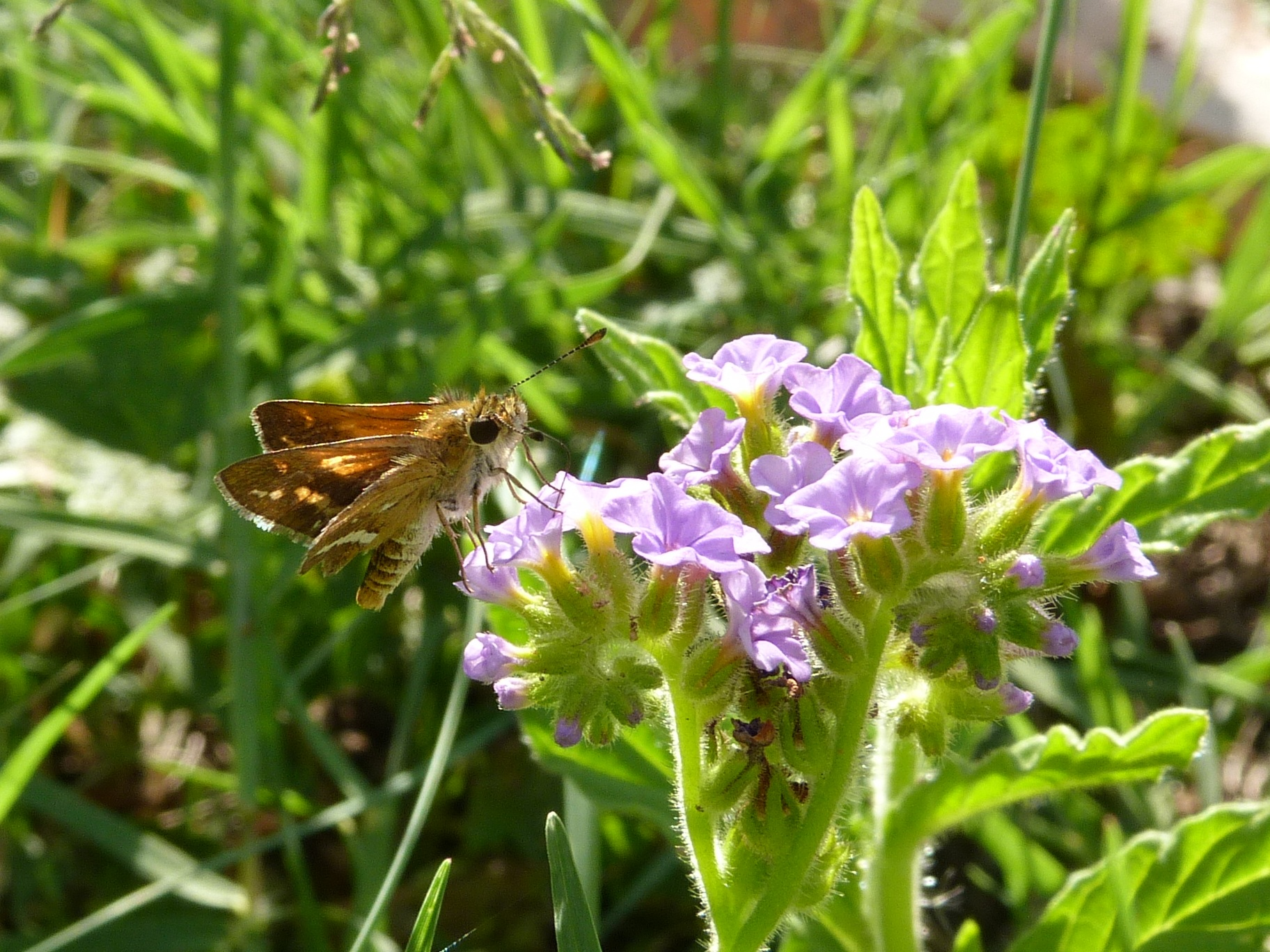